# Pachonki-moskee
De Pachonki-moskee (ook Sami Pachonki-moskee) is een moskee in Sami Pachonki in de West-Afrikaanse staat Gambia.

## Architectuur
De moskee is gebouwd van klei en rhunpalmen, met houten kozijnen en deuren gemaakt door lokale houtbewerkers. Hoewel het meer dan 173 jaar oude bouwwerk niet de oudste moskee in Gambia is, is het wel een van de oudste in Gambia, en heeft het zijn architectonische ontwerp vanaf de bouw tot op de dag van vandaag behouden. Het gebruik van houten materialen voor de spanten en houten decoratie is tot 2020 niet veranderd.

## Gebouw
De Pachonki-moskee werd gebouwd in de jaren 1840, bronnen vermelden 1840 als het begin van de bouw, en vierde de 172e verjaardag van de bouw ervan in 2020. Volgens nakomelingen werd de moskee in 1848 ingewijd. Foday Omar Ceesay was de eerste imam van de moskee en sinds zijn dood hebben dertien andere imams de gemeenschap gediend.

## Islamitische Werelderfgoedlocatie
De Internationale Wetenschappelijke Educatieve en Culturele Organisatie (ISECO) heeft, in samenwerking met het Nationaal Centrum voor Kunst en Cultuur (NCAC), de Pachonki-moskee op de voorgestelde lijst voor een lijst van islamitische werelderfgoedsites geplaatst. Drie jaar lang had ISECO de islamitische culturele bezienswaardigheden in het land onderzocht om islamitische werelderfgoedsites te identificeren.